# Harare
Harare, tidigare Salisbury, är Zimbabwes huvudstad. Folkmängden uppgår till cirka 1,5 miljoner invånare. Harare administrerar ett område med samma status som landets provinser, som förutom centrala Harare även omfattar förorterna Chitungwiza och Epworth samt det landsbygdsbetonade distriktet Harare Rural. Detta område hade 2,1 miljoner invånare vid den senaste officiella folkräkningen (2012).
Den är Zimbabwes största stad och fungerar som dess administrativa och kommersiella centrum samt som en knutpunkt för kommunikation i landet. Staden är ett handelscentrum för tobak, majs, bomull och citrusfrukter. Industrin betonas av textil, stål och kemisk industri. Guld utvinns i området. Harare ligger på nästan 1 500 meters höjd och har ett varmt tempererat klimat.
University of Zimbabwe, den största institutionen för högre utbildning i Zimbabwe, finns i Harare, cirka 5 km norr om centrum. Ett flertal förorter omger staden. De har ofta kvar de koloniala namn de fick under 1800-talet. Exempel är Warren Park 'D', Borrowdale, Mount Pleasant, Marlborough, Tynwald och Avondale. Den största och näst äldsta förorten är Highfield. Mer nyligen bildade Chitungwiza fick dock ett icke-kolonialt namn.

## Historia

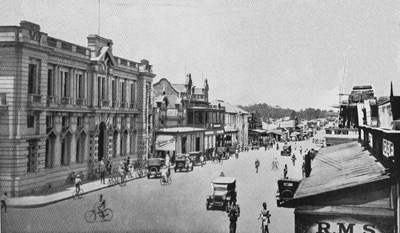
Salisbury år 1930

En militär frivillig styrka av bosättare organiserad av Cecil Rhodes grundade staden den 12 september 1890 som ett fort. Staden fick ursprungligen namnet Fort Salisbury efter Robert Gascoyne-Cecil, 3:e markis av Salisbury, då brittisk premiärminister, och kallades sedan dess helt enkelt för Salisbury. Den fick status som kommun 1897. År 1899 fick staden en järnvägsstation, och började under samma period bli ett centrum för utvinning av mineraler. Harare blev en stad 1935. Under andra världskriget skedde en industrialisering och antalet invånare ökade rejält. Salisbury var huvudstad för Centralafrikanska federationen mellan 1953 och 1963. Efter detta var staden huvudstad i Syd-Rhodesia.
Regeringen under Ian Smith förklarade Rhodesia självständigt från Storbritannien den 11 november 1965 och utropade Republiken Rhodesia år 1970. Nationen blev sedermera den kortlivade staten Zimbabwe Rhodesia. Den 18 april 1980 skulle landet till sist erkännas internationellt som Republiken Zimbabwe. Huvudstaden behöll sitt koloniala namn fram till 1982.
Sedan Robert Mugabes regering kom till makten har Harare, liksom övriga Zimbabwe, sett en markant utflyttning av invånare av europeisk härkomst.

## Klimat
Lokalklimatet betonas av en varm och nederbördsrik sommar samt en mycket mild och torr vinter. Temperaturen i staden per år skiftar, men vanligtvis ligger den mellan 30°C och 8°C. Den varmaste månaden är oktober medan den kallaste är juli. Regnperioden pågår från november till mars. Efter det, från april till oktober pågår en torr period. Mellan maj och augusti är en relativt varm period, med inte alltför höga temperaturer, som skiftar mellan 21°C och 30°C. På kvällarna blir det dock mer svalare, och temperaturen kan till och med nå fryspunkten på natten.
Våren i Harare pågår mellan september och november, sommaren pågår mellan december och februari, hösten pågår mellan mars till maj, och vintern pågår från juni till augusti.
|                                            | Jan   | Feb   | Mar  | Apr  | Maj | Jun | Jul | Aug | Sep | Okt  | Nov  | Dec   |
| ------------------------------------------ | ----- | ----- | ---- | ---- | --- | --- | --- | --- | --- | ---- | ---- | ----- |
| Normaldygnets maximitemperaturs medelvärde | 27    | 26    | 26   | 25   | 24  | 21  | 21  | 24  | 27  | 28   | 28   | 27    |
| Normaldygnets minimitemperaturs medelvärde | 17    | 16    | 16   | 14   | 11  | 9   | 8   | 10  | 13  | 15   | 16   | 16    |
|                                            |       |       |      |      |     |     |     |     |     |      |      |       |
| Nederbörd                                  | 151,0 | 107,1 | 88,9 | 22,7 | 8,2 | 2,9 | 1,3 | 3,0 | 1,7 | 25,8 | 56,3 | 121,1 |

| Diagram | temperaturer i °C • månadsnederbörd i mm • Källa: MSN Weather | temperaturer i °C • månadsnederbörd i mm • Källa: MSN Weather | temperaturer i °C • månadsnederbörd i mm • Källa: MSN Weather | temperaturer i °C • månadsnederbörd i mm • Källa: MSN Weather | temperaturer i °C • månadsnederbörd i mm • Källa: MSN Weather | temperaturer i °C • månadsnederbörd i mm • Källa: MSN Weather | temperaturer i °C • månadsnederbörd i mm • Källa: MSN Weather | temperaturer i °C • månadsnederbörd i mm • Källa: MSN Weather | temperaturer i °C • månadsnederbörd i mm • Källa: MSN Weather | temperaturer i °C • månadsnederbörd i mm • Källa: MSN Weather | temperaturer i °C • månadsnederbörd i mm • Källa: MSN Weather | temperaturer i °C • månadsnederbörd i mm • Källa: MSN Weather |
|         | 151 27 17                                                     | 107 26 16                                                     | 89 26 16                                                      | 23 25 14                                                      | 8 24 11                                                       | 3 21 9                                                        | 1 21 8                                                        | 3 24 10                                                       | 2 27 13                                                       | 26 28 15                                                      | 56 28 16                                                      | 121 27 16                                                     |

## Kultur och högtider
En av de mest viktiga och kända festivalerna i Harare är den så kallade Harare International Festival of the Arts (HIFA) som firas i en vecka. Under festivalen ställs både lokal och internationell konst ut. Man firar även med musik och teater. Zimbabwe International Film Festival lockar många skådespelare, regissörer och filmfantaster till staden. Annars firas även Zimbabwes självständighetsdag (18 april) varje år med parader och konserter.
I Harare finns också Mbare Musika Market, en marknad som säljer allt som har med afrikansk kultur och lokala hantverk att göra.

## Bilder

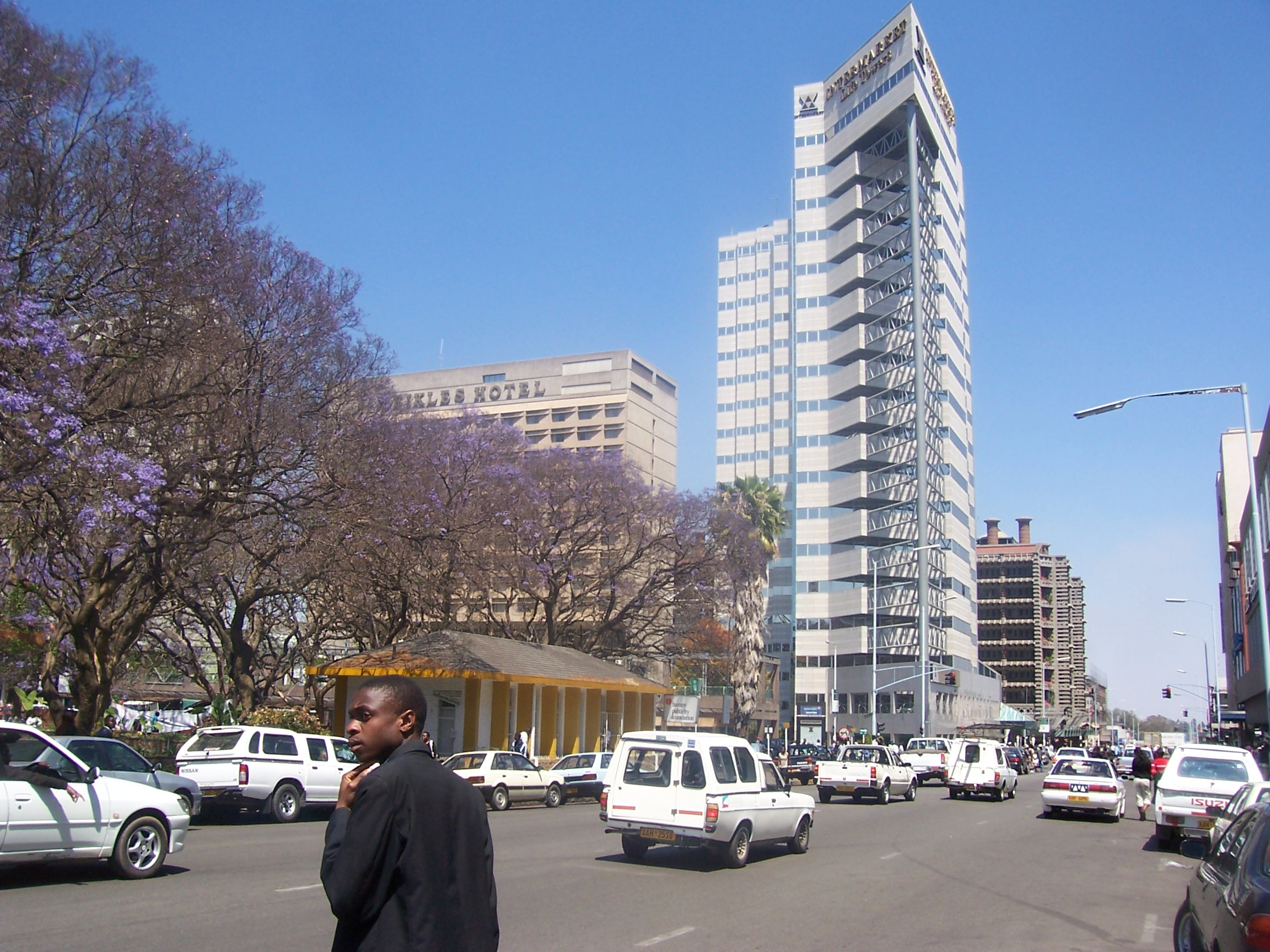
Sam Nujoma Street
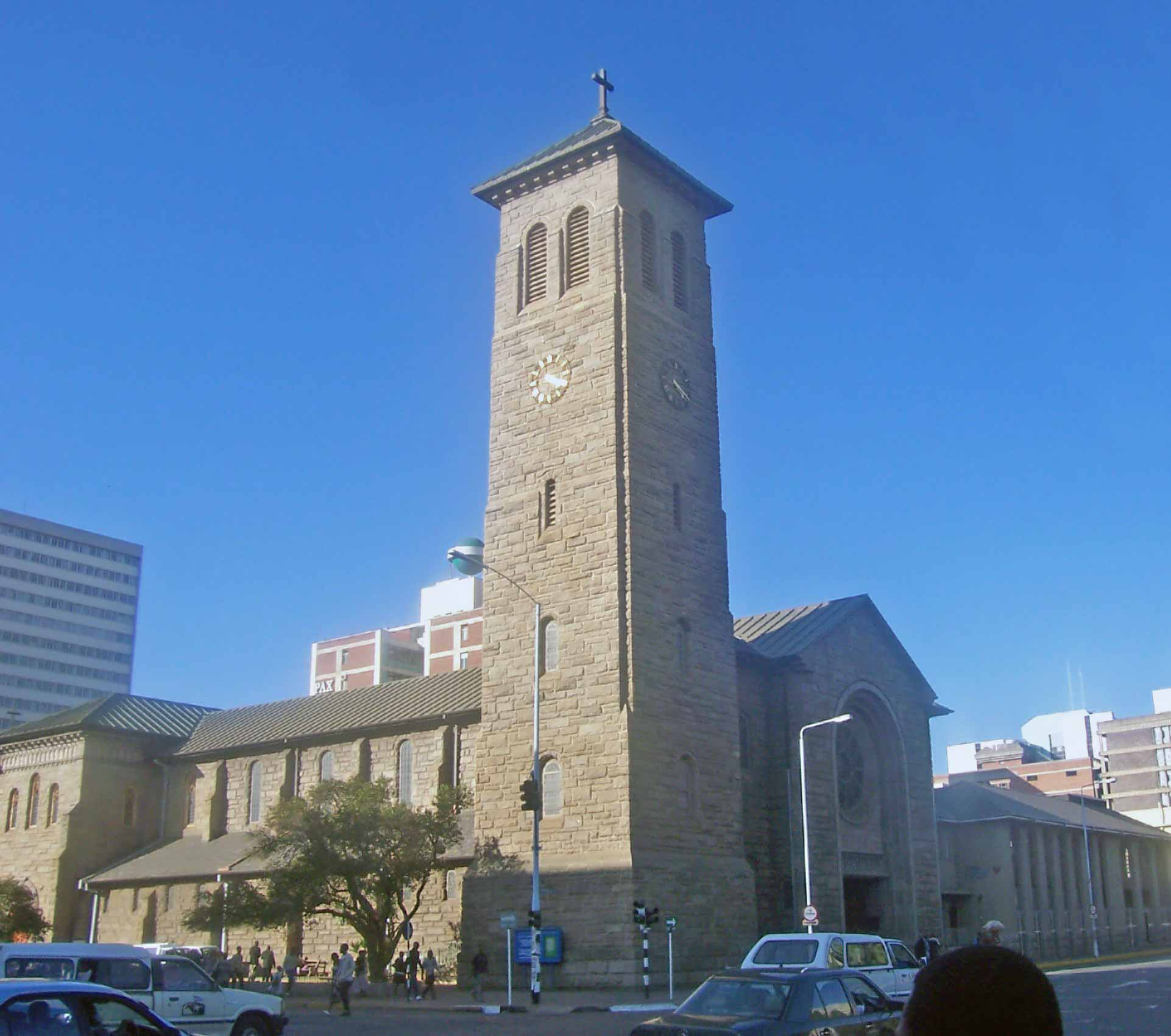
Anglican cathedral
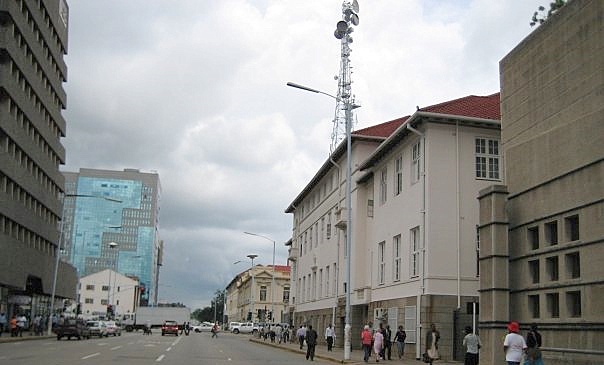
Parlamentbyggnader
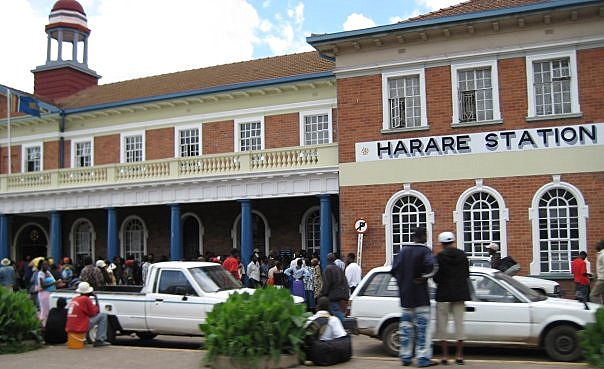
Centralstationen